# Spoladaster veneris
Spoladaster veneris är en sjöstjärneart som beskrevs av Perrier 1879. Spoladaster veneris ingår i släktet Spoladaster och familjen kuddsjöstjärnor. Inga underarter finns listade i Catalogue of Life.